# Scandal (5.ª temporada)
A quinta temporada da série de televisão de drama americana Scandal foi encomendada em 7 de maio de 2015 pela ABC, e começou a ser exibido em 24 de setembro de 2015 nos Estados Unidos na ABC. A temporada foi produzida pela ABC Studios, em parceria com a ShondaLand Production Company; a showrunner é Shonda Rhimes. 
A temporada continua a história da empresa de gerenciamento de crises de Olivia Pope, Olivia Pope & Associates, e de sua equipe, bem como da Casa Branca em Washington DC. A quinta temporada teve inicialmente onze atores regulares, nove voltando da temporada anterior, dos quais seis fazem parte do elenco original de oito regulares da primeira temporada e três novos regulares foram adicionados. A temporada continuou a ir ao ar no horário de quinta-feira às 21:00, o mesmo da temporada anterior, quando foi mudada para dar espaço para a nova série de TV da ShondaLand Production Company, How to Get Away with Murder.
Em 3 de março de 2016, a ABC anunciou que Scandal havia sido renovada para a sexta temporada.

## Enredos
Olivia e Fitz agora abraçam ser um casal, indo a público com seu relacionamento, fazendo com que Olivia assuma muitos outros papéis estabelecidos pela Primeira Dama na Casa Branca. Ela continua administrando a Olivia Pope & Associates, da qual Marcus Walker (Cornelius Smith Jr.) faz parte, até mesmo usando-a para transformar sua imagem quando o mundo a despreza devido ao seu novo relacionamento com o Presidente. No entanto, no meio da temporada, ela se sente sufocada demais nesta nova vida, e então deixa Fitz, a Casa Branca, e secretamente faz um aborto. Olivia retorna à sua antiga vida, lidando com as consequências do rompimento dela e Fitz, e Rowan sai da prisão e recupera Jake como seu cãozinho. Enquanto isso, Cyrus e Mellie são forçados a seguir em frente com suas vidas agora que Fitz os expulsou, Cyrus lutando para descobrir o que ele deseja fazer a seguir, e Mellie concorrendo e sendo eleita como senadora, sendo seu próximo passo na tomada de decisões. Uma corrida para a presidência é o principal ponto focal da segunda metade da temporada.
Mellie corre para a presidência e assume Olivia como gerente de campanha, tendo que ir contra pessoas como a atual vice-presidente Susan Ross (Artemis Pebdani), Hollis Doyle (Gregg Henry) e governador da Pensilvânia Francisco Vargas (Ricardo Chavira), o último dos quais tem sua campanha gerenciada por Cyrus. David e Elizabeth pressionam pela corrida presidencial de Susan, e David começa a se apaixonar por ela enquanto também entra em um relacionamento sexual com Liz, terminando em desgosto por duas das três partes envolvidas. Quinn e Charlie começam a se ver, e Cyrus também tem problemas conjugais com Michael (Matthew Del Negro). Jake se casa com Vanessa Moss (Joelle Carter), conforme o arranjo de Rowan, e também mata seu pai, também a pedido de Rowan. Olivia mata brutalmente o ex-vice-presidente Nichols quando ele começa a se recuperar de sua paralisia e ameaça expor um grande número de segredos, Fitz descobre seu aborto secreto e a temporada termina com Mellie e Frankie nomeados como os respectivos candidatos republicanos e democratas, com Jake e Cyrus selecionados como seus respectivos vice-presidentes.

## Elenco e personagens
| - Kerry Washington como Olivia Pope - Scott Foley como Jacob "Jake" Ballard - Darby Stanchfield como Abigail "Abby" Whelan - Katie Lowes como Quinn Perkins - Guillermo Diaz como Diego "Huck" Muñoz - Jeff Perry como Cyrus Beene - Joshua Malina como David Rosen - Bellamy Young como Melody "Mellie" Grant - Portia de Rossi como Elizabeth North - Cornelius Smith Jr. como Marcus Walker - Tony Goldwyn como Fitzgerald "Fitz" Thomas Grant III - Joe Morton como Rowan "Eli" Pope | - Artemis Pebdani como Susan Ross - Kate Burton como Sally Langston - George Newbern como Charlie - Ricardo Chavira como Francisco Vargas - Mía Maestro como Elise Martin - Gregg Henry como Hollis Doyle - Norm Lewis como Edison Davis - Joelle Carter como Vanessa Moss - Erica Shaffer como Repórter - Mackenzie Astin como Noah Baker - John Prosky como Senador Gibson - Rose Abdoo como Linda Moskowitz - Romy Rosemont como Patty Snell - Paul Adelstein como Leo Bergen - Brian Letscher como Tom Larsen - Matthew Del Negro como Michael Ambruso - Annabeth Gish como Lillian Forrester - Danny Pino como Alejandro "Alex" Vargas | - Adam J. Yeend como Danny Mendoza - Dearbhla Molloy como Queen Isabel - Adam Fergus como Prince Richard - Hilty Bowen como Princesa Emily - Josh Brener como Gavin Price - Julie Claire como Francesca Hunter - William Russ como Frank Holland - Denise Crosby como Janet Holland - Brian White como Franklin Russell - Jon Tenney como Andrew Nichols |

Nota de elenco

## Produção

### Desenvolvimento
Scandal foi renovada para a quinta temporada em 7 de maio de 2015 pela ABC. A série continuou no ar às quintas-feiras, no horário das 21h como na temporada anterior, quando foi mudada para o horário para dar espaço à nova série de TV da ShondaLand Production Company, How to Get Away with Murder. A produção começou em 21 de maio de 2015, quando Rhimes anunciou no Twitter que os roteiristas estavam em pleno andamento mapeando a quinta temporada.
O cronograma de outono restante para a ABC foi anunciado em 16 de novembro de 2015, onde foi anunciado que nove episódios de Scandal iriam ao ar no outono com o final em 19 de novembro de 2015, assim como o restante da programação de horário nobre da ABC "TGIT" Grey's Anatomy e How to Get Away with Murder. Os 12 episódios restantes foram exibidos após as férias de inverno, com início em 11 de fevereiro de 2016, como resultado da transmissão da minissérie de televisão da ABC, Madoff, por duas noites, de 3 a 4 de fevereiro de 2016, no mesmo horário de Scandal e Grey's Anatomy. O programa foi renovado pela ABC para uma sexta temporada em 3 de março de 2016.

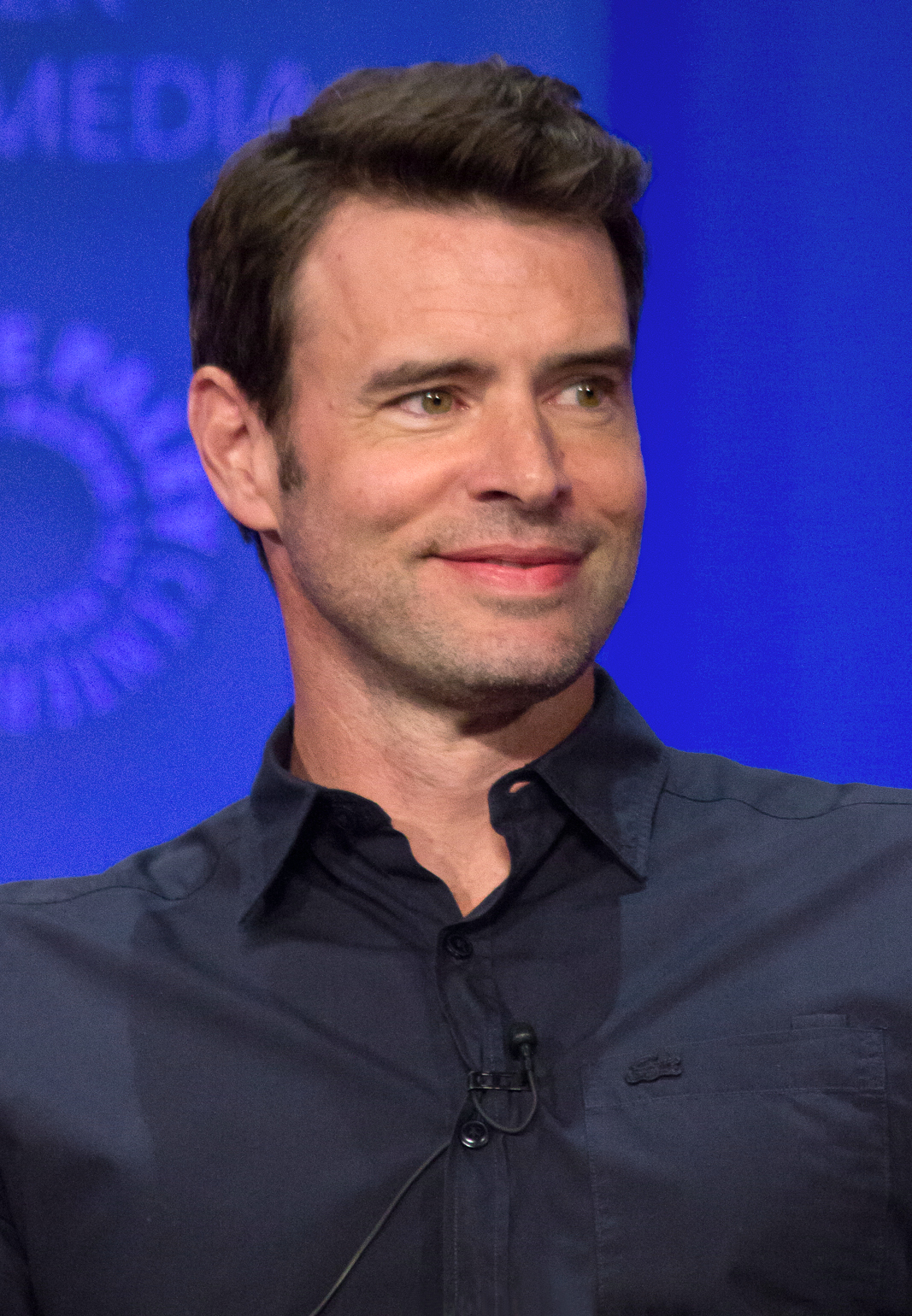
Scott Foley dirigiu um episódio nesta temporada.

### Roteiro
Shonda Rhimes disse em uma entrevista que a quinta temporada começará apenas alguns dias após os eventos no final da quarta temporada. Ela afirmou que a quinta temporada verá Olivia e Fitz as únicas pessoas em uma única peça, como ela disse: "O mundo foi bastante destruído por todos, exceto Olivia e Fitz. Todo mundo estava em um local bastante destruído...  Pegamos ali naquele ambiente e vemos o que acontece a seguir." Rhimes continuou falando sobre Cyrus e Mellie e sua situação de não estar mais na Casa Branca.
Rhimes também confirmou que "a reconstituição" da Equipe OPA aconteceria na quinta temporada, como Rhimes revelou em uma entrevista à TVLine, enquanto explicava que o conceito de Gladiador foi deixado de lado na quarta temporada para "curar" Olivia. Ela observou que "muitas vezes eram apenas Huck e Quinn se alegrando sozinhos. E essa não era a mesma dinâmica."

### Filmagens
A leitura do roteiro para o primeiro episódio foi anunciada para ocorrer em 14 de julho de 2015 por Kerry Washington. O título da estréia da temporada, "Heavy is the Head", foi revelado em 8 de agosto de 2015 por seu diretor Tom Verica no Twitter. As filmagens para a temporada começaram em 16 de julho de 2015.
Vários atores que trabalham em programas produzidos pela ShondaLand dirigiram um episódio para a quinta temporada. Tony Goldwyn de Scandal dirigiu o segundo e o décimo sétimo episódio, tornando-o o quarto e o quinto episódio que ele dirigiu no programa. Chandra Wilson, que interpreta a Dra. Miranda Bailey em Grey's Anatomy, dirigiu seu primeiro episódio de Scandal, que foi o sexto episódio "Get Out of Jail, Free". Scott Foley, de Scandal, também dirigiu seu primeiro episódio de Scandal, o 16º chamado "The Miseducation of Susan Ross". A estréia como diretor de Foley foi anunciada no Twitter pelo próprio Foley e pelo produtor executivo Tom Verica.

### Casting

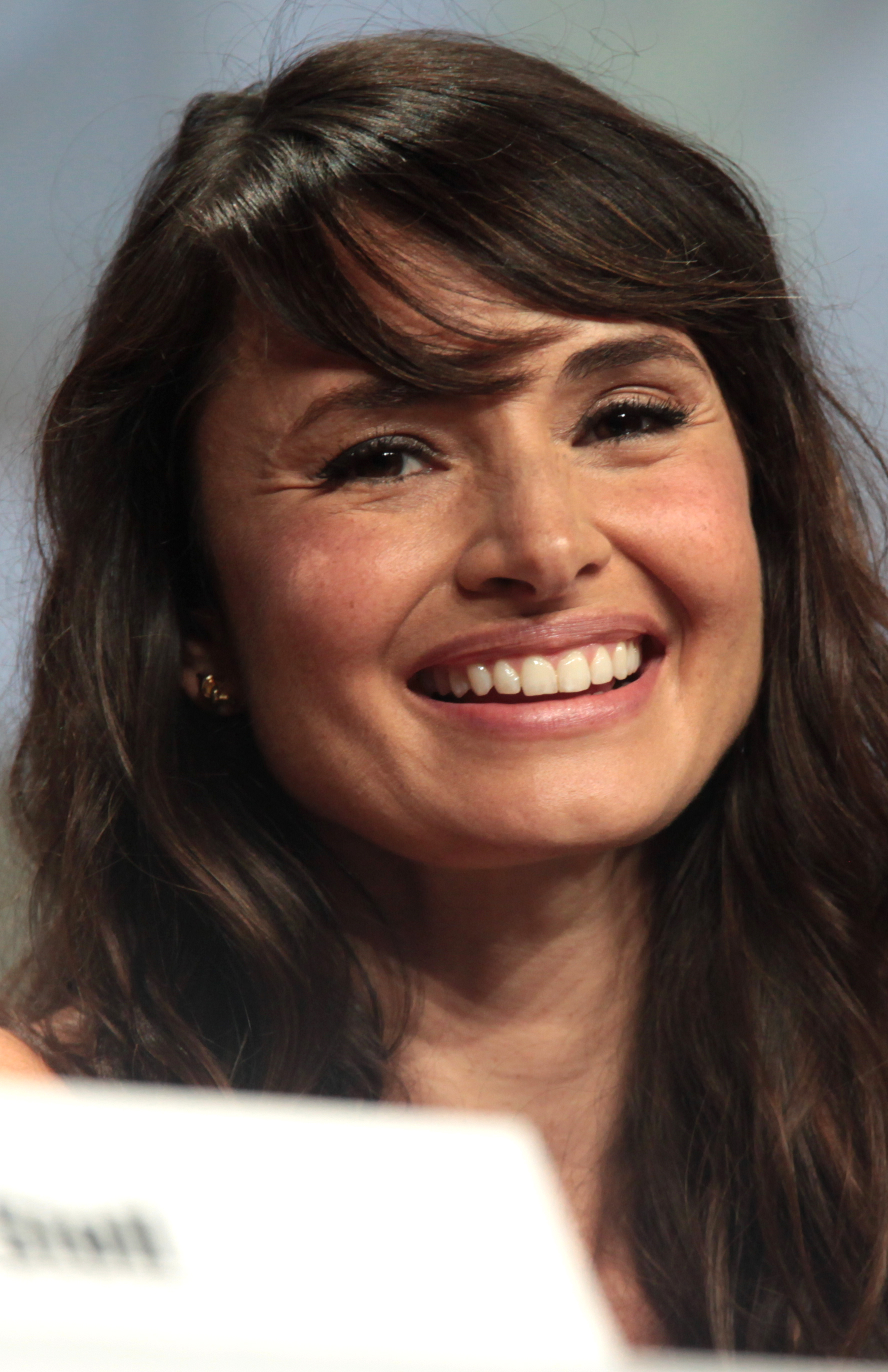
Mía Maestro fez parte do elenco recorrente.

A quinta temporada teve doze atores recebendo papel de personagem regular, com onze deles retornando da temporada anterior, oito dos quais parte do elenco original da primeira temporada e três novos membros do elenco sendo adicionados. Kerry Washington continuou a desempenhar seu papel de protagonista da série, Olivia Pope, uma ex-diretora de comunicações da Casa Branca com sua própria empresa de gerenciamento de crises. Darby Stanchfield interpretou Abby Whelan, a secretária de imprensa da Casa Branca, Katie Lowes interpretou Quinn Perkins e Guillermo Diaz interpretou Huck, o problemático técnico que trabalha para Olivia. Cornelius Smith Jr. continuou seu papel como ativista Marcus Walker depois de ser promovido para um papel regular. Jeff Perry continuou a interpretar Cyrus Beene, chefe de gabinete da Casa Branca, que foi demitido por Fitz, mas depois recontratado. Portia de Rossi interpretou Elizabeth North, a nova chefe de gabinete da Casa Branca, e mais tarde chefe de gabinete da vice-presidente. Joshua Malina desempenhou o papel de David Rosen, ex-procurador dos EUA, agora procurador-geral. Bellamy Young continuou a atuar como a primeira-dama/senadora Melody "Mellie" Grant, que foi expulsa da Casa Branca por Fitz, e depois se juntou à campanha presidencial do presidente. Tony Goldwyn continuou a representar o Presidente Fitzgerald "Fitz" Thomas Grant III. Scott Foley interpretou Jake Ballard um ex-agente B613 e mais tarde o chefe da NSA.
Em 14 de maio de 2015, após o final da quarta temporada, foi anunciado que Portia de Rossi havia sido promovida para personagem regular para a quinta temporada. TVLine informou no final de abril que um novo gladiador seria adicionado à Olivia Pope & Associates, e a pessoa seria uma estrela convidada. Também foi anunciado em 7 de julho de 2015 que Cornelius Smith Jr., que teve um papel de convidado na quarta temporada do papel do ativista Marcus Walker, retornaria como um regular para a quinta temporada. Em 24 de agosto de 2015, foi anunciado que a atriz Mía Maestro seria recorrente durante a quinta temporada, mas as especificidades de seu papel não foram reveladas. Julie Claire foi anunciada em 1 de setembro de 2015 para se juntar ao elenco em um papel de convidada.
Foi anunciado em 4 de fevereiro de 2016 que Ricardo Chavira se juntaria ao programa em um papel recorrente e apareceria pela primeira vez no décimo primeiro episódio. Annabeth Gish foi anunciada em 8 de fevereiro de 2016 para ter um papel recorrente. The Hollywood Reporter anunciou em 18 de fevereiro de 2016 que Joe Morton, que interpreta Rowan "Eli" Pope, foi promovido a um membro regular e foi creditado como membro regular do elenco pela primeira vez no décimo segundo episódio.

## Episódios
| N.º na série | N.º na temp. | Título                                    | Dirigido por                     | Escrito por                       | Exibição original       | Audiência (milhões) |
| --- | ------------ | ----------------------------------------- | -------------------------------- | --------------------------------- | ----------------------- | ------------------- |
| 70 | 1            | "Heavy Is the Head"                       | Tom Verica                       | Shonda Rhimes                     | 24 de setembro de 2015  | 10.25               |
| Olivia e Fitz estão de volta juntos e aproveitando cada momento escandaloso juntos. Depois de fazer sexo, Olivia e Fitz vão a um jantar na Casa Branca para homenagear a rainha da Caledônia. Fitz quer que a rainha Isabel permita que ele construa uma base naval em solo caledoniano, mas ela hesita. Fitz e Olivia estão na cama quando a rainha liga para Olivia. Ela vai ao local onde a princesa Emily da Caledônia morreu em um acidente de carro. O príncipe Richard insiste em obter todas as fotos que a imprensa tirou de seu corpo para preservar seu legado. Olivia descobre que o carro foi invadido, o que significa que ela foi assassinada, junto com o guarda-costas que também estava no carro. A princesa Emily estava tendo um caso com o guarda-costas, fazendo do príncipe Richard um suspeito. Mellie oferece apoiar Fitz e fingir que ele não a traiu se pedir desculpas. Ele diz que não e diz a ela que quer um divórcio. Acontece que a rainha sabia do caso e que a princesa Emily estava grávida. A rainha Isabel a matou. Elizabeth North percebe que Fitz e Olivia são um casal novamente quando discutem sobre como lidar com a morte da princesa Emily. Elizabeth diz a Abby que eles estão juntos, e Abby se sente traído. Mellie visita Cyrus e pede que ele trabalhe com ela. Olivia vai para casa e encontra Huck no sofá. Ele diz a ela que ele foi emocionalmente ferido por Quinn e pede que ela o conserte. Olivia não sabe como, então Huck procura ajuda de Jake. De volta à varanda da Casa Branca, Olivia diz a Fitz que, antes de abrirem seu relacionamento com o público, precisam resolver alguns problemas que têm: "como podemos fazer funcionar em público quando mal conseguimos fazer em privado?" Fitz concorda, então Abby os encontra se beijando na varanda da Casa Branca e diz a eles que há uma entrevista que eles precisam ver. Sally relata que Fitz está tendo um caso com Olivia e mostra uma foto deles se mostrando como prova. |              |                                           |                                  |                                   |                         |                     |
| 71 | 2            | "Yes"                                     | Tony Goldwyn                     | Heather Mitchell                  | 1 de outubro de 2015    | 9.12                |
| Sally Langston continua seu relatório sobre o caso de Fitz e Olivia, revelando mais fotos como prova. Olivia, Huck e Quinn mergulham em um novo caso que tira Olivia de D.C. (e longe de Fitz) e a coloca com Jake enquanto eles trabalham para encontrar o filho de um homem rico que é acusado de matar seu pai. Enquanto isso, de volta à Casa Branca, Fitz está determinado a descobrir quem é responsável por vazar o nome e as fotos de Olivia para a imprensa, e Abby recebe orientação inesperada de um mestre em controle de danos, Cyrus, enquanto ela luta para dar um tempo com o feedback maciço às fotos vazadas de Olivia e Fitz. Fitz pede desculpas a Mellie e a leva de volta à Casa Branca para uma entrevista que reafirma o casamento deles. Depois de voltar para D.C., a imprensa pergunta a Olivia se ela é a amante do presidente e ela diz que sim. |              |                                           |                                  |                                   |                         |                     |
| 72 | 3            | "Paris Is Burning"                        | Jann Turner                      | Matt Byrne                        | 8 de outubro de 2015    | 8.76                |
| Olivia e Fitz enfrentam grandes consequências, já que o entrevistador, Noah, registra Mellie e Fitz mentindo sobre seu casamento quase no mesmo exato momento em que Olivia confirma seu caso. Fitz sugere contar a verdade na entrevista, mas Mellie recusa porque isso a faz parecer ruim como senadora. Mellie traz Cyrus para negociar com Fitz para garantir que ela conseguirá o que quer, para que ela faça a entrevista. Enquanto isso, Abby mostra a Olivia que ela é totalmente capaz de lidar com o trabalho na Casa Branca, dando uma entrevista coletiva na qual ela diz à imprensa que Olivia tem uma certa reputação com homens no DC, Fitz tenta retirá-la do pódio, mas Olivia diz a ele que ela precisa ser a vilã pública e, ao permitir que Abby a jogue embaixo do ônibus, ela está escolhendo Fitz. |              |                                           |                                  |                                   |                         |                     |
| 73 | 4            | "Dog-Whistle Politics"                    | Zetna Fuentes                    | Mark Fish                         | 15 de outubro de 2015   | 8.06                |
| Ansioso para obter respostas, Jake leva Charlie para Paris e inesperadamente cruza o caminho com alguém que ele pensou que nunca mais veria, sua esposa Elise. É revelado que eles iriam se encontrar em uma estação de trem para ficarem juntos, mas não deu certo. Depois que ela leva um tiro, ele a leva para os EUA. Olivia visita Jake e fica surpresa por haver outra mulher em seu apartamento. Enquanto isso, Huck e Quinn recrutam Marcus Walker para ajudar a amenizar a tempestade de mídia que cerca Olivia. Eles fazem entrevistas nas quais afirmam que a mídia usa políticas de apito de cachorro contra Olivia. Fitz rapidamente descobre o verdadeiro custo da misericórdia quando trabalha para impedir que o Senado o acuse. Apesar do escândalo atual, Fitz surpreende Olivia em seu apartamento e a leva a um encontro. Mellie, vendo o encontro deles, vai para o grupo de mulheres para dizer que está a bordo para acusar Fitz. |              |                                           |                                  |                                   |                         |                     |
| 74 | 5            | "You Got Served"                          | Kevin Bray                       | Zahir McGhee                      | 22 de outubro de 2015   | 8.28                |
| No salão oval, Fitz pergunta o que especificamente ele fez que é causa de impeachment. David responde que os motivos para o impeachment não são imutáveis e que eles são o que o Congresso decide a qualquer momento. Ele sugere um advogado controverso para Fitz e avisa que ele não pode falar com Olivia sobre o caso. Olivia sabe que não pode lidar sozinha com esta última tempestade e pede ajuda de uma fonte inesperada, Leo Bergen. Seu plano é transformar a percepção da mídia sobre o caso, de má qualidade para a maior história de amor verdadeira. Olivia se recusa e diz que quer parecer caridosa. Para vender a história, Leo declara que precisa de uma testemunha para falar na TV: Edison Davis. Olivia vai à casa dele para convencê-lo a falar em seu nome. Depois que eles discutem, ele concorda. O advogado de Fitz ordena que uma grande quantidade de documentos em papel seja descartada para que o comitê procure por evidências. Mellie é forçada a se recusar a investigar, mas antes que ela vaze, Fitz deu a Olivia um anel. Isso força Leo a mudar a história de volta para a maior história de amor. Cyrus está relaxando em casa no sofá, comendo e assistindo tudo se desenrolar na TV. Mellie se junta a ele e pede que ele trabalhe para ela. Olivia visita Jake e fica surpresa ao ver sua esposa Elise lá. Olivia dá uma entrevista emocional na TV, que Fitz vê. O comitê se aproxima de Marcus e pede que ele espie a OPA, deixando Olivia saber que o comitê tem sua fita de quando ela foi sequestrada. Fitz e Olivia sabem que Cyrus é a única pessoa que pode confirmar que Fitz viu a fita, então Fitz o convida para a casa branca. Eles fazem um acordo: Fitz dá a Cyrus um emprego na Casa Branca e Cyrus não revela que Fitz sabia que Olivia havia sido sequestrada. |              |                                           |                                  |                                   |                         |                     |
| 75 | 6            | "Get Out of Jail, Free"                   | Chandra Wilson                   | Chris Van Dusen                   | 29 de outubro de 2015   | 7.80                |
| Fitz e Olivia recebem um plano chocante de se casar, o que lhes permitirá não testemunhar um contra o outro. Mellie é emboscada na audiência, para a qual ela finalmente assina os papéis do divórcio depois de confrontar Fitz sobre suas vidas juntos. Enquanto isso, os gladiadores continuam a defender Olivia, e Susan Ross pede ajuda a David para que ela renuncie como vice-presidente. |              |                                           |                                  |                                   |                         |                     |
| 76 | 7            | "Even the Devil Deserves a Second Chance" | Oliver Bokelberg                 | Raamla Mohamed                    | 5 de novembro de 2015   | 8.03                |
| Enquanto Fitz está focado em reconquistar o povo americano, ele faz uma descoberta chocante. Enquanto isso, a OPA consegue uma nova cliente, uma mulher que alega ter sido estuprada pelo homem que está sendo homenageado pelo presidente. David tenta, de todas as maneiras, impedir que Elizabeth North dê uma entrevista, Elizabeth, porém, está determinada a dar a entrevista ao programa da Sally Langston para expor tudo de ruim sobre a Casa Branca, ela porém muda de ideia e fala muito bem sobre o presidente, graças a um pedido do presidente que em troca ele a ofereceu o cargo de chefe de gabinete da vice presidente. David e Elizabeth se envolvem romanticamente, e ao que indica Susan Ross também está interessada no procurador geral dos Estados Unidos. |              |                                           |                                  |                                   |                         |                     |
| 77 | 8            | "Rasputin"                                | John Terlesky                    | Paul William Davies               | 12 de novembro de 2015  | 7.70                |
| Fitz está negociando um acordo histórico de paz. Olivia deve confiar em seus instintos quando um hóspede da Casa Branca divulga informações poderosas, ele pede exílio para os EUA, Olivia recusa, acreditando que ele está mentindo, em seguida ele quase morre. Enquanto isso, Jake usa a ajuda de Huck para se aproximar de seu alvo, e Cyrus toma o assunto com suas próprias mãos quando percebe que foi excluído do círculo interno. Uma investigação é feita para descobrir quem ajudou Rowan a sair da prisão, é descoberto que foi Olivia e Fitz fica devastado. |              |                                           |                                  |                                   |                         |                     |
| 78 | 9            | "Baby, It's Cold Outside"                 | Tom Verica                       | Mark Wilding                      | 19 de novembro de 2015  | 8.13                |
| Olivia está se sentindo cada vez mais frustrada, pois precisa assumir responsabilidades do tipo "primeira-dama" na Casa Branca. Olivia faz um aborto. Enquanto isso, Mellie prova o quão poderosa ela pode ser. Jake e Huck continuam a caçada por Rowan. Olivia falta ao jantar de Fitz devido ao aborto, e Fitz e Olivia terminam. Eles concordam que tentaram, mas seu relacionamento não funcionou. |              |                                           |                                  |                                   |                         |                     |
| 79 | 10           | "It's Hard Out Here for a General"        | Tom Verica                       | Severiano Canales                 | 11 de fevereiro de 2016 | 6.96                |
| Seis meses após o término de Olivia e Fitz, os dois estão lidando com sua nova liberdade de maneiras muito diferentes. Olivia e Jake começam a dormir juntos novamente, sem conversar um com o outro, enquanto Abby se torna a "esposa do trabalho" de Fitz - para seu desgosto. Enquanto isso, Pope e associados assumem um caso da chefe da NSA que pode levar a uma crise nacional, e Mellie pede a Olivia para executar sua campanha presidencial. |              |                                           |                                  |                                   |                         |                     |
| 80 | 11           | "The Candidate"                           | Allison Liddi-Brown              | Alison Schapker                   | 18 de fevereiro de 2016 | 6.09                |
| Mellie e Olivia trabalham juntas para escrever o livro de Mellie sobre concorrer à Presidência com vários segredos sobre o relacionamento dos dois com Fitz sendo revelado entre eles. Elizabeth tenta convencer Susan Ross a concorrer à presidência, enquanto Abby e Cyrus têm opiniões diferentes sobre o repórter que está escrevendo um artigo sobre Fitz sobre seu último período no cargo. |              |                                           |                                  |                                   |                         |                     |
| 81 | 12           | "Wild Card"                               | Allison Liddi-Brown & Tom Verica | Mark Fish                         | 25 de fevereiro de 2016 | 5.85                |
| Enquanto Fitz está preocupado com Lillian, Cyrus começa a orquestrar seu próximo plano diretor com outro candidato que está concorrendo ao cargo de presidente, Francisco Vargas. Um atirador é contratado por Cyrus para balear Francisco, mas não para matá-lo, fazendo com que ele se torne conhecido. Elizabeth North usa David para conseguir que Susan Ross concorra à presidência, e Olivia questiona os motivos de Jake para ser o novo chefe da NSA. Quinn e Charlie servem de babá de uma criança. Olivia quer saber mais sobre Vanessa Moss, uma mulher que está saindo com Jake. |              |                                           |                                  |                                   |                         |                     |
| 82 | 13           | "The Fish Rots from the Head"             | Sharat Raju                      | Heather Mitchell                  | 10 de março de 2016     | 5.97                |
| Abby chama Olivia e sua equipe para ajudar a encobrir um assassinato acidental pelo Serviço Secreto, mas Marcus tem dúvidas sobre a situação. Ao mesmo tempo, Abby luta para manter em segredo o novo hobby de Fitz de dormir com mulheres diferentes, enquanto Cyrus continua seu plano com o governador Vargas, levando-o a ser contratado para executar a campanha presidencial de Vargas. Jake anuncia que ele está noivo de sua nova namorada, para desgosto de Olivia. |              |                                           |                                  |                                   |                         |                     |
| 83 | 14           | "I See You"                               | Paris Barclay                    | Matt Byrne                        | 17 de março de 2016     | 6.31                |
| Huck fica preocupado com sua família depois de reconhecer o novo namorado de sua ex-esposa como uma das pessoas que ele torturou. Ele o sequestra, levando Olivia, Quinn e Marcus a procurá-lo. Enquanto isso, Mellie e Susan tentam conseguir Hollis como patrocinador de sua campanha, mas isso resulta com Hollis anunciando sua candidatura à presidência. Olivia desconfia de Jake e descobre que ele está fazendo a mesma coisa com a noiva que ele fez com ela no começo do relacionamento. Abby descobre que Cyrus está trabalhando com a campanha de Vargas, o despede e assume o cargo de chefe de gabinete da Casa Branca. |              |                                           |                                  |                                   |                         |                     |
| 84 | 15           | "Pencils Down"                            | Regina King                      | Chris Van Dusen                   | 24 de março de 2016     | 6.15                |
| Depois que Sally Langston anuncia que realizará o primeiro debate republicano, os candidatos à presidência se preparam. Olivia tenta fazer de Mellie "uma mulher do povo" na mídia, mas Mellie faz um ato contraditório - levando Olivia a tentar consertá-lo. Susan pratica suas habilidades de debate e, ao mesmo tempo, lida com as notícias de David a traindo, levando-a a terminar o relacionamento. Enquanto isso, Quinn descobre informações valiosas da noiva de Jake, que é o fato de Rowan e Jake estarem financiando a campanha presidencial de Edison. Cyrus é superado pelo irmão de Vargas ao lidar com a campanha. |              |                                           |                                  |                                   |                         |                     |
| 85 | 16           | "The Miseducation of Susan Ross"          | Scott Foley                      | Raamla Mohamed                    | 31 de março de 2016     | 6.44                |
| Susan vence o debate republicano sobre Mellie e Hollis. Depois de perder, os candidatos começam a agir para avançar nas eleições. Mellie aparece no Jimmy Kimmel Live! lendo Tweets para estabelecer uma personalidade mais realista na mídia, enquanto Susan faz uma entrevista com David proclamando seu amor um pelo outro. Olivia vai longe demais ao tentar sujar Susan, levando Quinn a pedir ajuda a Abby e Fitz. Cyrus recebe mais confiança do senador Vargas depois que seu irmão Alex falha quando ele vaza o segredo de Edison sobre estar em reabilitação. |              |                                           |                                  |                                   |                         |                     |
| 86 | 17           | "Thwack!"                                 | Tony Goldwyn                     | Zahir McGhee                      | 7 de abril de 2016      | 5.88                |
| O ex-vice-presidente Andrew Nichols ameaça revelar à mídia que Fitz foi à guerra por Olivia, arriscando derrubá-los todos. Olivia trabalha com Fitz para tentar pagá-lo, mas ele se recusa. Depois que ele insulta Olivia, ela toma medidas extremas para mantê-lo quieto, espancando-o até a morte com uma cadeira. Enquanto isso, Abby luta com sua nova posição enquanto Olivia tenta assumir o controle da situação. Isso leva Abby a trair Olivia, fazendo de Lillian a repórter a escrever sobre Mellie em vez de Andrew. |              |                                           |                                  |                                   |                         |                     |
| 87 | 18           | "Till Death Do Us Part"                   | Steph Green                      | Paul William Davies               | 21 de abril de 2016     | 6.00                |
| Depois de matar Andrew, Olivia fica com Rowan e Jake. Enquanto finge sua depressão, Olivia descobre o plano de Rowan de conseguir que Jake seja eleito vice-presidente com Edison, casando-o com Vanessa. Jake e Olivia, no entanto, se reconciliam e planejam escapar juntos. No entanto, quando Rowan ameaça matar Jake se ele escolher Olivia, Olivia termina com ele e Jake se casa com Vanessa. Enquanto isso, através de flashbacks, a história de Jake de sua infância e treinamento na B613 é revelada. |              |                                           |                                  |                                   |                         |                     |
| 88 | 19           | "Buckle Up"                               | Oliver Bokelberg                 | Michelle Lirtzman                 | 28 de abril de 2016     | 6.25                |
| Os candidatos presidenciais republicanos viajam para a Flórida para obter o apoio da governadora Baker, que trancaria delegados suficientes para garantir uma liderança dominante na campanha. Abby impede o avião de Mellie de sair para que ela possa se atrasar. Mellie pega o assunto com as próprias mãos e conversa com Fitz sobre isso na pista, onde ele revela a ela que Olivia matou Andrew. Enquanto isso, David é pego em um dilema quando a governadora Baker se oferece para apoiar Susan se ele suspender a investigação em uma empresa de açúcar da qual ela recebeu propinas. David aceita o acordo e Susan recebe o aval. No entanto, Hollis Doyle é quem vence a Flórida. Cyrus lida com Michael, que termina com ele e o deixa e levando Ella com ele. |              |                                           |                                  |                                   |                         |                     |
| 89 | 20           | "Trump Card"                              | Jann Turner                      | Severiano Canales & Jess Brownell | 5 de maio de 2016       | 6.06                |
| Olivia e Abby precisam deixar de lado suas diferenças e trabalhar juntas para tentar derrotar Hollis Doyle. Enquanto isso, Edison percebe que ele pode ter feito um acordo com o diabo, enquanto Rowan e Jake continuam tentando puxar as cordas por trás da campanha de Edison. |              |                                           |                                  |                                   |                         |                     |
| 90 | 21           | "That's My Girl"                          | Tom Verica                       | Shonda Rhimes & Mark Wilding      | 12 de maio de 2016      | 6.65                |
| Por ordem de Rowan, Jake mata seu novo sogro. Cyrus sugere que David seja o companheiro de chapa de Frankie, mas Rowan sugere Jake. Edison passa a mensagem de Jake para Olivia, e ela se pergunta se pode ajudá-lo. Abby acidentalmente deixa Fitz ler os registros médicos de Olivia, revelando seu aborto a ele. Mellie enfrenta Fitz quando ele propõe fazer um discurso inteiramente sobre si mesmo em seu comício de campanha. Olivia anuncia que Jake será o companheiro de chapa de Mellie, permitindo que ela libere Jake do controle de seu pai. Ela vai ao escritório oval para se encontrar com Fitz. Jake diz a Olivia que ele não quer ser vice-presidente de Mellie, mas que ele quer uma vida feliz com Liv. Jake percebe que Rowan conseguiu levar ele e Olivia para a Casa Branca. Para surpresa de todos, Cyrus é anunciado como o vice-presidente de Frankie. |              |                                           |                                  |                                   |                         |                     |

## Lançamento em DVD
| The Complete Fifth Season                                                                                              | | |                                           |                                           |                                           |
| Detalhes do conjunto                                                                                                   | Detalhes do conjunto                                                                                                   | Detalhes do conjunto                                                                                                   | Características especiais                 | Características especiais                 | Características especiais                 |
| - 21 episódios - 5 discos - 904 minutos - Inglês (Dolby Digital 5.1 Surround) - Legendas em inglês, espanhol e francês | - 21 episódios - 5 discos - 904 minutos - Inglês (Dolby Digital 5.1 Surround) - Legendas em inglês, espanhol e francês | - 21 episódios - 5 discos - 904 minutos - Inglês (Dolby Digital 5.1 Surround) - Legendas em inglês, espanhol e francês | - Extended Episodes - Bloopers & Mistakes | - Extended Episodes - Bloopers & Mistakes | - Extended Episodes - Bloopers & Mistakes |
| | | |                                           |                                           |                                           |
| Datas de lançamento | | |                                           |                                           |                                           |
| Região 1 | Região 1 | Região 1 | Região 2                                  | Região 2                                  |                                           |
| 23 de agosto de 2016                                                                                                   | 23 de agosto de 2016                                                                                                   | 23 de agosto de 2016                                                                                                   | 23 de novembro de 2016                    | 23 de novembro de 2016                    | 23 de novembro de 2016                    |